# Pustułka (zwyczajna)
Pustułka (zwyczajna), pustułka, sokół pustułka (Falco tinnunculus) – gatunek średniej wielkości ptaka drapieżnego należącego do rodziny sokołowatych (Falconidae). Zamieszkuje Eurazję i Afrykę. Nie jest zagrożony wyginięciem.

## Występowanie
Zamieszkuje prawie całą Europę po wyżyny i wysokie Alpy oraz do wschodniej Azji z wyjątkiem koła podbiegunowego, Afrykę – północ kontynentu oraz szeroki pas na południe od Sahary. W Europie najwięcej pustułek zasiedla Europę Zachodnią – Niemcy, Wielką Brytanię, Francję, Hiszpanię. Obserwuje się stopniowe zasiedlanie miast wschodniej Europy.
W Polsce dawniej średnio liczny, obecnie nieliczny ptak lęgowy, rozpowszechniony, najliczniejszy sokół w całym kraju przez cały rok. Występuje też w Tatrach. Nie wszędzie jednak spotkanie z tym drapieżnikiem jest jednakowo prawdopodobne. Najrzadziej widuje się go na północy i północnym zachodzie. Zimą pustułki są nielicznie widywane, regularnie jedynie na zachodzie. Przylatują od początku marca do połowy kwietnia. Zaczynają odlatywać w sierpniu, kończąc ten proces w listopadzie (najczęściej jednak w październiku). Od lat 60. i 70. XX wieku jej liczebność spadała, choć krótkoterminowy trend liczebności w latach 2007–2018 uznano za stabilny. Według szacunków Monitoringu Ptaków Drapieżnych, krajowa populacja w latach 2013–2018 liczyła 4400–5400 par lęgowych. Spośród ptaków drapieżnych łatwa do obserwacji, lecz pomimo to bardzo często mylona z krogulcem lub kobuzem. Najliczniej zasiedla polskie tereny uprawne (w ostatnich dekadach coraz rzadziej) i blokowiska miejskie. Liczebność miejskich ptaków jest na stabilnym, a nawet wzrostowym poziomie, gdyż wiele osiedli sprowadza pustułki i pomaga w gniazdowaniu w celu odstraszania gołębi. Zauważono też zasiedlanie nowych miast we wschodniej i północnej Polsce. Na 300–350 par pustułek żyjących na Nizinie Mazowieckiej w 2004 roku aż 1/3 z nich mieszkała w miastach.

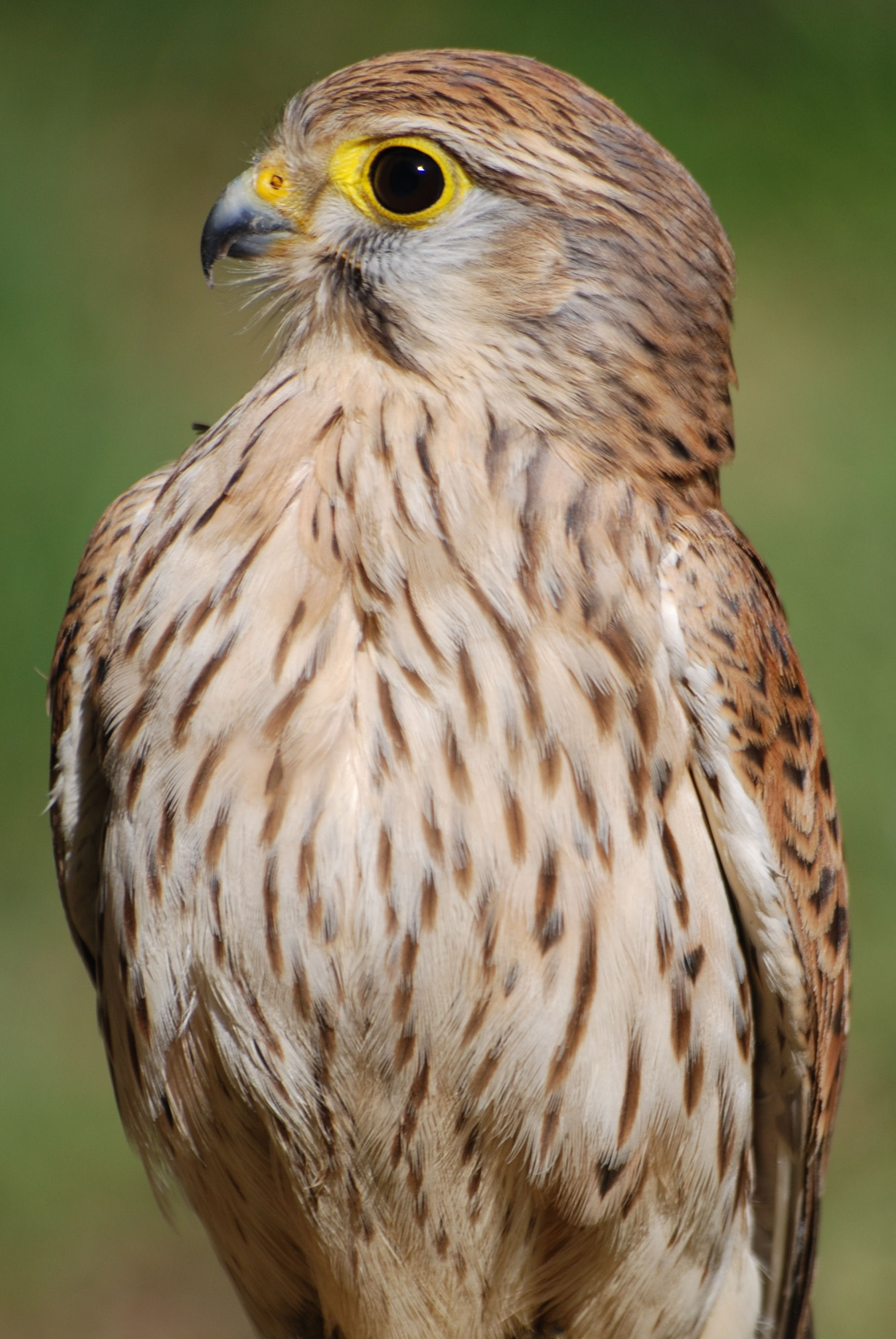
Samica pustułki

### Podgatunki
Wyróżnia się 11 lub 12 podgatunków. Większość z nich jest dobrze opisana, choć niektóre mogą być wyznaczone na błędnych przesłankach. Wiele z nich nie różni się zbytnio pod względem morfologii. Tropikalne afrykańskie formy zaznaczają się u samców mniejszym udziałem szarej barwy w upierzeniu.

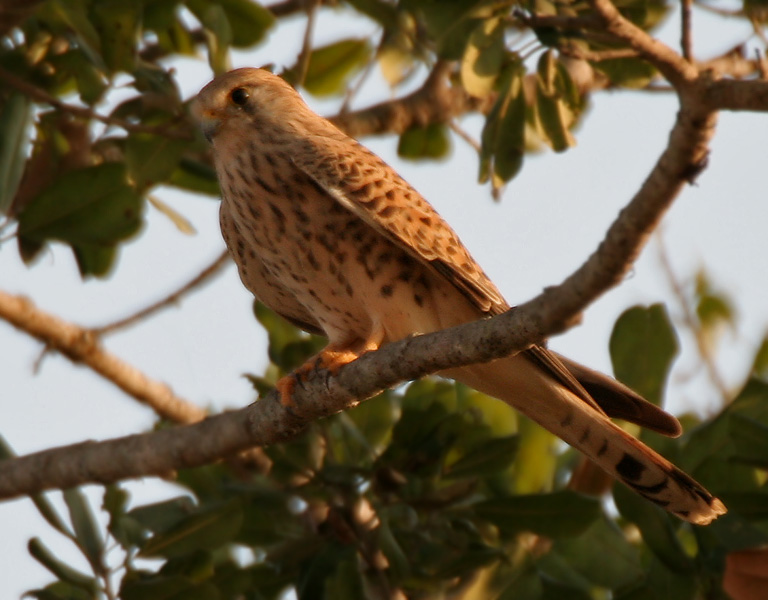
Samica podgatunku F. t. interstinctus (zimująca w Indiach)

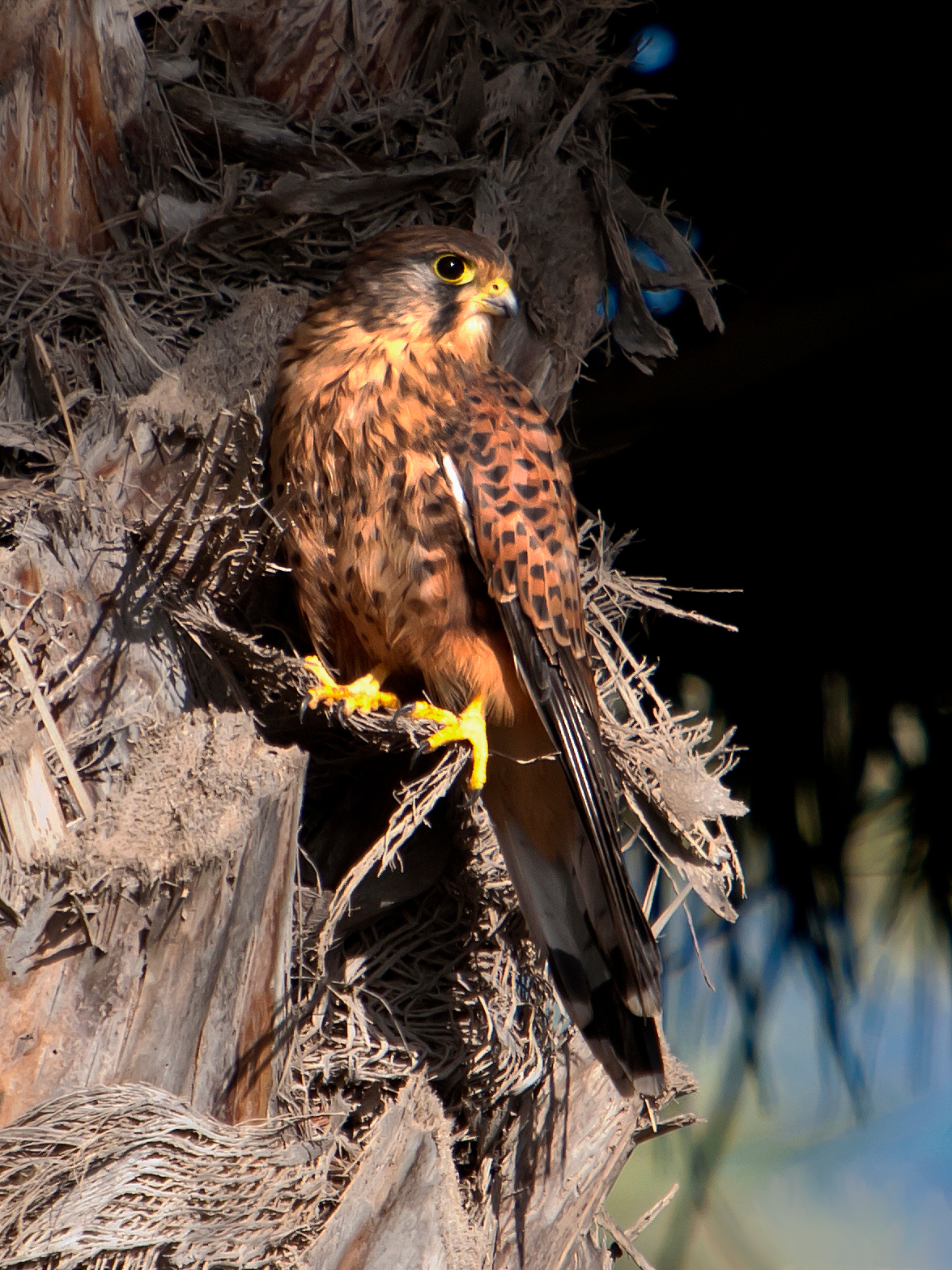
Podgatunek F. t. canariensis na Gran Canaria

- pustułka (zwyczajna)[4] (Falco tinnunculus tinnunculus) – prawie cała Europa (bez północnych krańców), północno-zachodnia Afryka oraz Azja na północ od Himalajów po Morze Ochockie. Północnoazjatyckie populacje migrują na południe zimą. Nie przekracza jednak bariery najwyższych gór świata, ale kieruje się na zachód.
- Falco tinnunculus perpallidus – północno-wschodnia Syberia do północno-wschodnich Chin i Korei.
- Falco tinnunculus interstinctus – gnieździ się we wschodniej Azji od Tybetu do Korei i Japonii. Na południu areał sięga Indochin. Zimuje na południowym terenie występowania od Indii po Filipiny.
- Falco tinnunculus objurgatus – pojawia się w zachodnich, wschodnich Ghatach i paśmie Nilgiri w Indiach, ale też w Sri Lance. Wyróżnia się rudymi nogawicami i ciemnoszarą głową u samca[17].
- Falco tinnunculus canariensis – widywany na Maderze i zachodniej części Wysp Kanaryjskich, starszy kanaryjski podgatunek.
- Falco tinnunculus dacotiae – w lokalnym języku: sarnicolo. Areał obejmuje wschodnie partie Wysp Kanaryjskich: wyspy Fuerteventura, Lanzarote, Archipelag Chinijo. Wyewoluował później niż podgatunek canariensis.
- pustułka ciemnoplama[4] (Falco tinnunculus neglectus) – jego areał ogranicza się do północnej części Republiki Zielonego Przylądka.
- pustułka wyspowa[4] (Falco tinnunculus alexandri) – południowo-wschodnie wyspy Republiki Zielonego Przylądka.
- Falco tinnunculus rupicolaeformis – spotykany na Półwyspie Arabskim (oprócz głębi pustyń) i w północno-wschodniej Afryce.
- Falco tinnunculus archeri – zamieszkuje Somalię, wybrzeże Kenii oraz archipelag Sokotry.
- Falco tinnunculus rufescens – zamieszkuje wschodni Sahel po Etiopię i Erytreę, a na południe jego areał sięga doliny Konga, południowej Tanzanii i północnej Angoli.

Za podgatunek pustułki była też uznawana pustułka skalna (Falco rupicolus) występująca w południowej połowie Afryki. Obecnie większość autorów uznaje ją za osobny gatunek, nie wszyscy jednak zmianę tę już zaakceptowali.

## Charakterystyka

### Cechy gatunku
Średniej wielkości sokół. Grzbiet i pokrywy skrzydłowe zawsze rdzawobrązowe z czarnymi, trójkątnymi plamami, również pazury są czarne. Samica jest bardziej brązowa z wierzchu i ma kreskowaną głowę. U obu płci spód ma kremową barwę o gęstym nakrapianiu. Niebieskawoszary ogon jest długi, u samca z widoczną z daleka szeroką, biało obrzeżoną, czarną pręgą, u samicy oprócz szerokiej, czarnej pręgi występuje szereg węższych, ciemnych prążków. Rozszerza się na końcu. Skrzydła wąskie, długie i ostro zakończone na kształt sierpa. Na lotkach widoczna czerń. Głowa i ogon samca popielate z delikatnym wąsem, wierzch ciała rdzawoczerwony z ciemnymi plamami, spód ciała jaśniejszy z żółtawym nalotem oraz czarnymi kropkami i kreskami. Kuper i wierzchnia strona ogona u samca są niebieskoszare. Samica na grzbiecie brązowa, głowa popielata z czarnymi plamkami i prążkami. Jest mniej kontrastowa.
Nogi, obwódka wokół oczu i woskówka na dziobie żółte, oko prawie czarne. Górna część dzioba jest zakrzywiona i zachodzi na część dolną. Młode samce pustułki są podobne do samicy i dopiero z wiekiem nabierają właściwych barw. Z większej odległości pustułki rozpoznawalne są przede wszystkim po charakterystycznym zawisaniu z trzepotaniem skrzydłami nad jednym miejscem.
Długość życia: maksymalnie do 15 lat.
Helbig w latach 90. XX w., w oparciu o analizy genetyczne potwierdził bliskie pokrewieństwo pustułek i trzech gatunków z grupy Hypotriorchis – kobuza (F. subbuteo), sokoła skalnego (F. eleonorae) i sokoła śniadego (F. concolor).

### Wymiary średnie[19]
Długość ciała z dziobem i ogonem33–37 cm
Rozpiętość skrzydeł68–78 cm
Długość ogona15–18 cm

### Masa ciała[19]
samicaok. 190–280 g
samiecok. 180–230 g

### Zachowanie
Pustułki są częściowo osiadłe. Wędrówek podejmują się populacje zamieszkujące obszary północne lub osobniki młodociane. Zwykle lecą samotnie, tylko niekiedy przemieszczają się w grupkach po kilka osobników. Starsze lecą na południe Europy, a młodsze do Afryki. Najczęściej obserwowana w trakcie zawisania w powietrzu, gdy trzepocze skrzydłami. Długi ogon pomaga w gwałtownym wykonywaniu powietrznego zwisu. Nawet wśród miejskiego zgiełku jej obecność daje się poznać po przenikliwym pisku – wysokim, szybko powtarzanym „kijkijkijkij”. Odzywa się zwykle w locie.

### Nazewnictwo
Polska nazwa ptaka wywodzi się od rosyjskiego „pustoj”, co oznacza „głupi”. Tak negatywne określenie nadali jej jednak sokolnicy, którzy nie mogli wyszkolić tego gatunku do polowania na ptaki. Uważali zatem, że brakuje mu zdolności niezbędnych do nauki nowych umiejętności. Ten brak zdolności do nauki wynika jednak głównie ze sposobu latania oraz taktyki chwytania ofiar. Pomimo to Cade w latach 80. pustułki zaliczył do najbardziej prymitywnych spośród żyjących obecnie sokołów.

## Biotop
Zadrzewienia śródpolne z kępami wysokich drzew, głównie sosen, obrzeża rozległych lasów wśród pól i łąk, szpalery, w górach okolice skał z porębami leśnymi. Bardzo często w okolicach bezleśnych, rolnych i terenach zurbanizowanych w centrach dużych miast. Gnieździ się na obrzeżach większych drzewostanów, urwiskach kamieniołomów i piaskowni, wśród skał i w centrach miast na wysokich budynkach. Szklane i metalowe konstrukcje i wieże kościołów pełnią funkcje zastępcze dla naturalnych urwisk i półek. Już w XIX wieku pustułki rozpoczęły się adaptować do życia w śródmiejskich dzielnicach. Unika natomiast całkowicie zagospodarowanych pól uprawnych, wydm i stepów.

Pustułki lubią przesiadywać na przydrożnych słupach, liniach energetycznych i innych dobrze widocznych obiektach. Ignorują zwykle przejeżdżające pojazdy. Żerują zwykle na otwartych przestrzeniach z niską, kępowatą roślinnością, gdzie łatwo o małe ssaki.

## Okres lęgowy

### Toki
Gatunek monogamiczny. Zdarza się jednak, że samce kojarzą się z dwiema samicami.

### Gniazdo

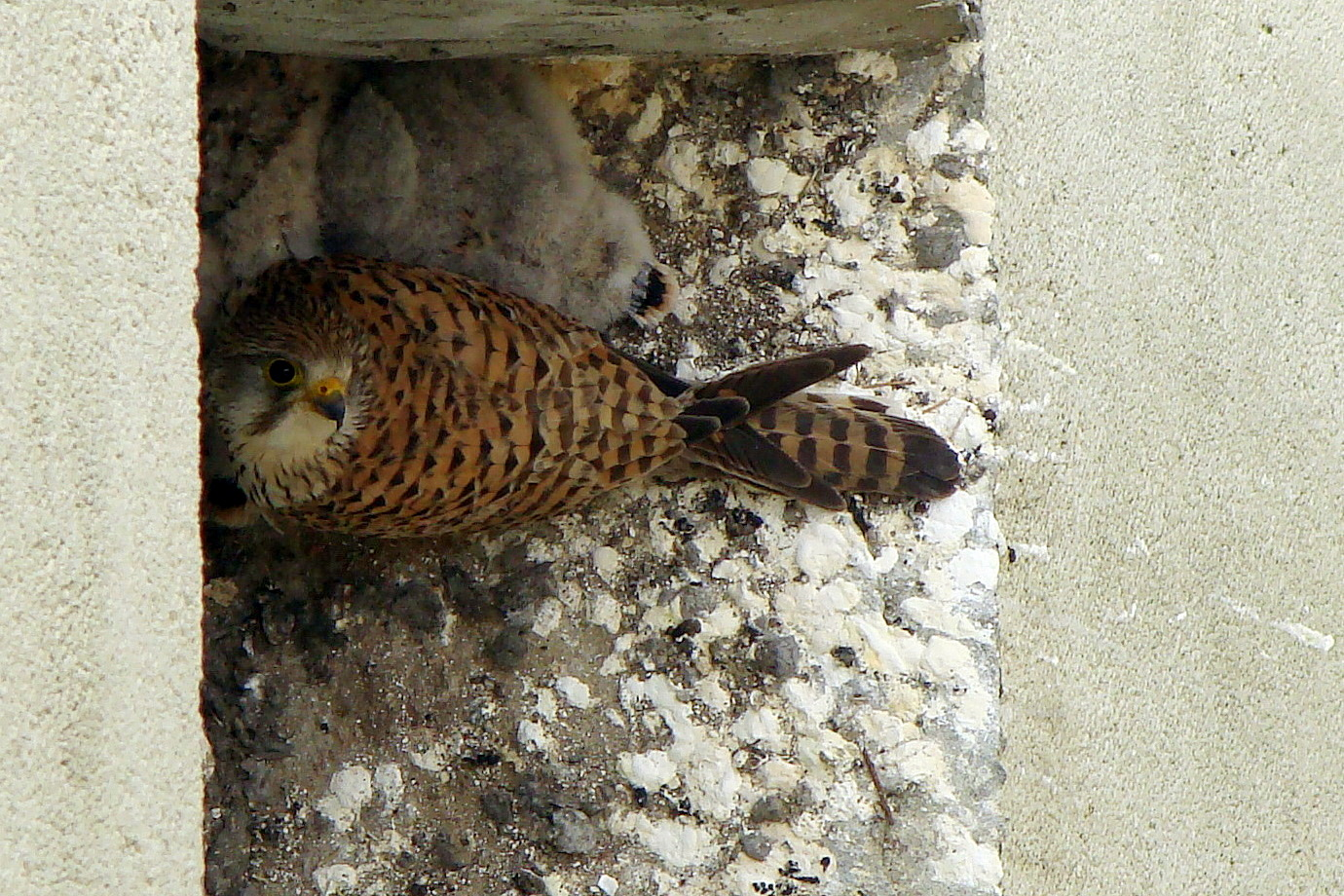
Z młodymi, w gnieździe na parapecie okna wieżowca

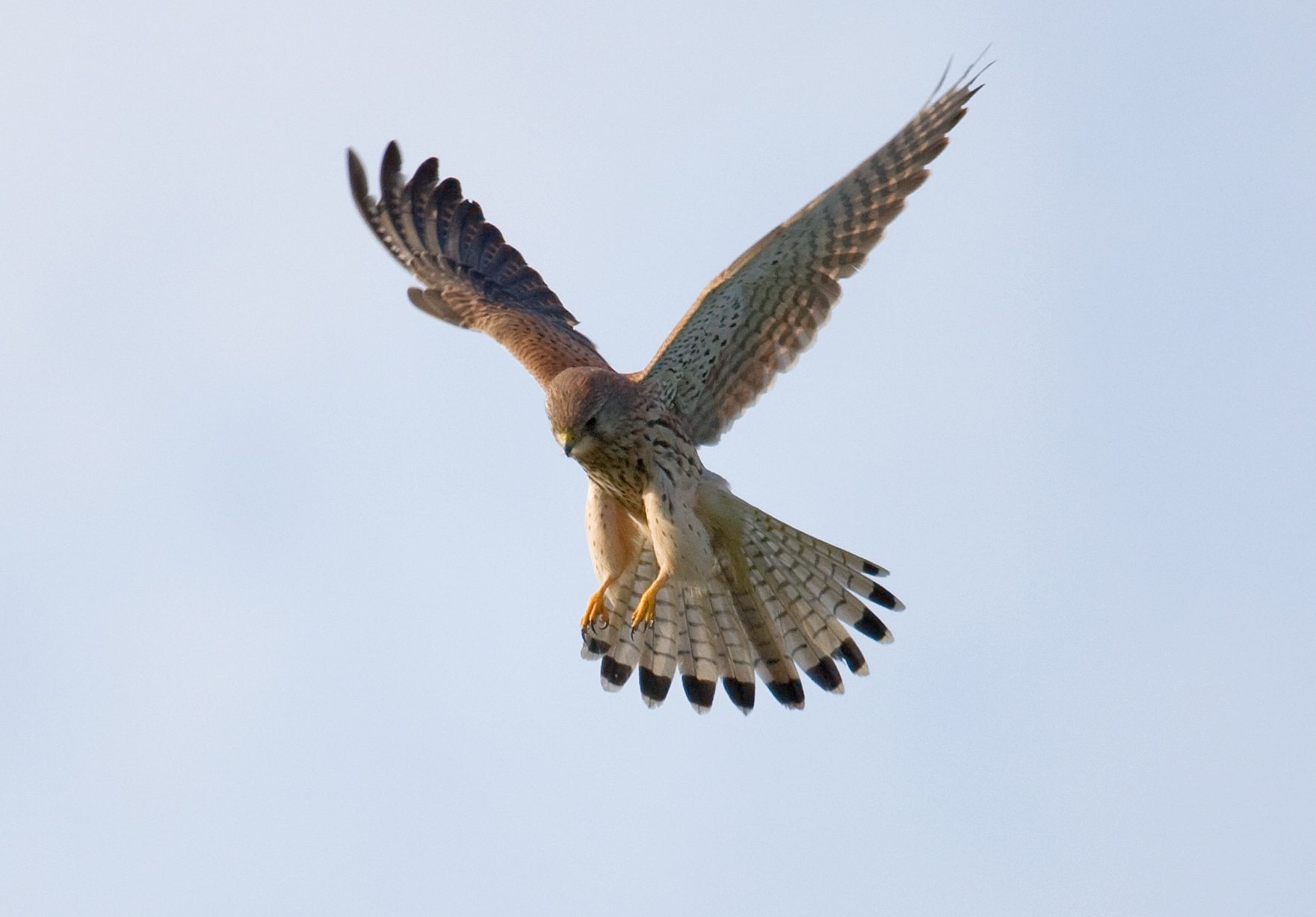
Charakterystyczne zawisanie w powietrzu z trzepotaniem skrzydłami

Najczęściej w starych gniazdach po wronach, srokach i innych krukowatych, szponiastych lub czaplach, umieszczone w górnych partiach wysokich sosen, w szczelinach skalnych i bardzo rzadko w dziuplach drzew, a także w załomach i na gzymsach murów miejskich budynków i wież. Korzysta także ze skrzynek lęgowych, zwłaszcza typu półotwartego.

### Jaja

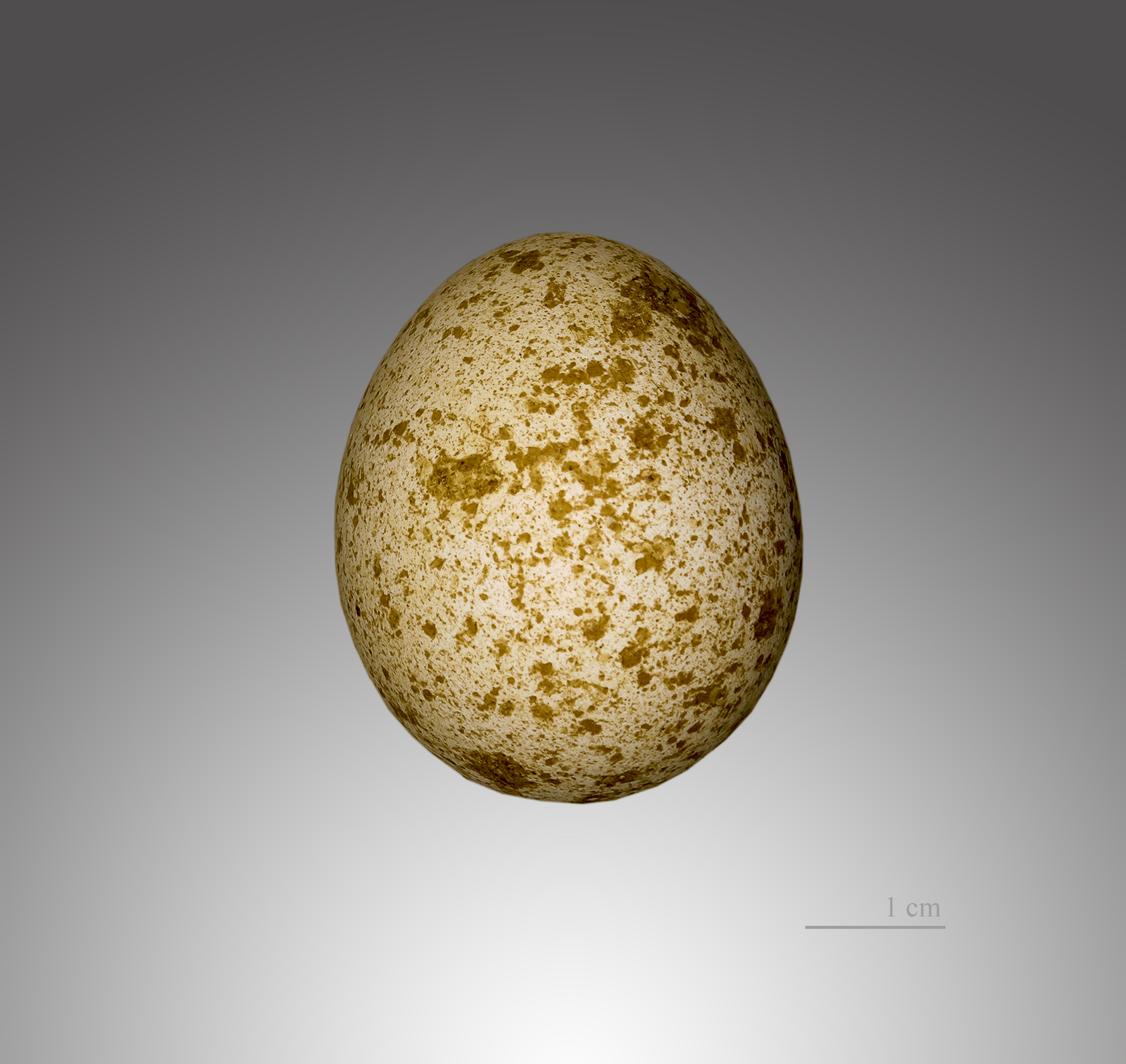
Jajo z kolekcji muzealnej

Około połowy maja (również od marca do czerwca) składa 3–7 jaj, które są równobiegunowe, owalne o tępych biegunach, o średnich wymiarach 40 × 32 mm i ubarwieniu białożółtym, szaroróżowym lub ceglastoróżowym z gęstymi plamami koloru rdzawobrązowego.

### Wysiadywanie i pisklęta
Od złożenia ostatniego jaja trwa ok. 28–32 dni. Samiec karmi partnerkę jeszcze nawet przed złożeniem jaj. Robi to, aż potomstwo nie osiągnie 10. dnia życia. Młode przebywają w gnieździe przez okres 27–35 dni. Dojrzałość płciową osiągają w wieku 10 miesięcy.

## Pożywienie

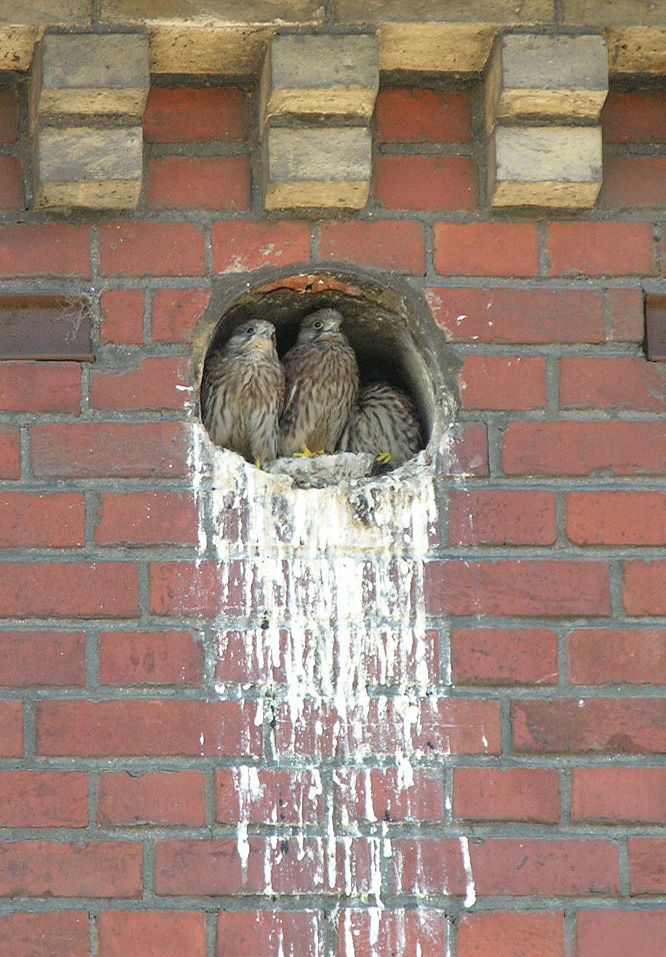
Młode pustułki w gnieździe w budynku fabrycznym

Zależne od miejsca występowania. Na terenach wiejskich głównie owady (również pszczoły), myszy domowe, badylarki, norniki, nornice, ryjówki, krety i inne gryzonie (70% pokarmu). Pustułki żyjące w miastach (bez pól i parków, z bardziej gęstą zabudową) polują niemal wyłącznie na ptaki, w szczególności na wróble, szpaki, sikory, drozdy, mazurki, skowronki i bardzo zwinne jerzyki. Chętnie wybiera na pokarm niedoświadczone młode, bo przez długi ogon jej lot cechuje ograniczona zwinność i szybkość. Jeśli na terenie miasta znajduje się więcej wolnej przestrzeni, częściej stara się chwytać gryzonie. Na skalistych obszarach poluje również na jaszczurki zwinki. Większy udział w diecie w ciepłych regionach odgrywają gady i owady.
W wybranym miejscu zawisa z opuszczonym ogonem i uniesionymi, szybko poruszającymi się skrzydłami i w razie dostrzeżenia zwierzyny ostro pikuje w dół. Często manewr musi powtarzać, bo nie kończy się on sukcesem. Tam, gdzie jest większa obfitość pokarmu, jak świeżo skoszone łąki, można spotkać większą liczbę tych ptaków, choć poza okresem lęgowym prowadzą one samotniczy tryb życia. Polowania na ptaki zdarzają się zwykle latem, zwłaszcza w lipcu, i zimą, szczególnie w styczniu. Skuteczność łowów jest bardzo dobra, gdy weźmie się pod uwagę słabe przystosowanie pustułki do takiej zwierzyny – słabe i krótkie nogi oraz długie sterówki powodują wolniejszy lot niż u kobuza czy sokoła wędrownego. Skutkuje to odpowiednią taktyką polowania – chwyta przeważnie ptaki, które siedzą na dachach lub unikają przemoczenia piór przez deszcz lub śnieg. Zimą jej ofiary są o tyle łatwiejsze do schwytania, że często skupiają się w stada. Drapieżnik ma jednak problem ze ściganiem zwierzyny w locie. Wiosną i jesienią łupem padają głównie nornikowate.

## Status i ochrona
Międzynarodowa Unia Ochrony Przyrody (IUCN) uznaje pustułkę za gatunek najmniejszej troski (LC – Least Concern) nieprzerwanie od 1988 roku. Organizacja BirdLife International w 2015 roku szacowała liczebność populacji europejskiej (wraz z Turcją) na 409–603 tysiące par lęgowych. Obliczona na podstawie tych szacunków liczebność światowej populacji mieści się w przedziale 4–6,5 miliona dorosłych osobników, należy jednak pamiętać, że IUCN wciąż włącza do tego gatunku pustułkę skalną. Globalny trend liczebności populacji uznawany jest za spadkowy.
Na terenie Polski gatunek ten jest objęty ścisłą ochroną gatunkową. Wymaga ochrony czynnej, np. poprzez wywieszanie budek lęgowych. Na Czerwonej liście ptaków Polski pustułka została sklasyfikowana jako gatunek najmniejszej troski (LC).
Na terenach rolniczych głównym zagrożeniem jest stosowanie DDT i jego pochodnych (od lat 60. notuje się stopniowy spadek liczebności pustułek w Polsce). Niegdyś myśliwi mylili tego ptaka z krogulcem i dokonywali jego odstrzału. Proceder stracił na sile wraz z objęciem krogulca w 1976 roku prawną ochroną. Negatywnie odbija się również zmniejszenie różnorodności krajobrazu rolniczego. Jednak nie tylko człowiek ma obecnie wpływ na populację pustułek. Kruki plądrują gniazda tego drapieżnika i zmniejszają sukces lęgowy. Z kolei wycofujące się z wielu miejsc wrony pozbawiają ten gatunek gniazd, które chętnie zajmował. Podobnie rzecz się ma ze zmniejszającymi się liczebnie koloniami gawronów. W miastach na populację pustułki negatywny wpływ ma ocieplanie budynków, pozbawiające je pęknięć w murach i nisz po wypadniętych cegłach, a także zasłanianie siatkami otworów wentylacyjnych w stropodachach.